# Rameau marginal droit de l'artère coronaire droite
 (janvier 2025).
Si vous disposez d'ouvrages ou d'articles de référence ou si vous connaissez des sites web de qualité traitant du thème abordé ici, merci de compléter l'article en donnant les références utiles à sa vérifiabilité et en les liant à la section « Notes et références ».
Le rameau marginal droit de l'artère coronaire droite (ou artère marginale droite ) est la plus grande branche de l'artère coronaire droite.

## Origine
Le rameau marginal droit nait du deuxième segment de l’artère coronaire droite.

## Trajet
Le rameau marginal droit traverse la surface du ventricule droit le long du bord inférieur du cœur en direction de son apex.

## Variations
Le rameau marginal peut naître naître de façon plus proximale de l'artère coronaire droite.
Il peut également se poursuivre jusqu'au sillon interventriculaire postérieur.
Il peut s'anastomoser avec l'artère interventriculaire postérieure.

## Zone de vascularisation
Le rameau marginal droit vascularise la face antérieure du ventricule droit.